# Remote optical platform

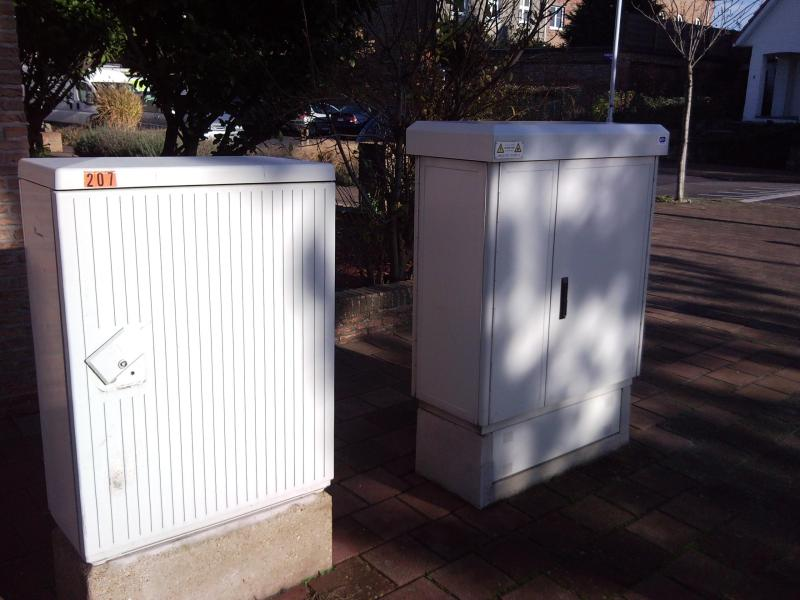
Kabelverdeelkast (links) en een ROP (rechts)

Een remote optical platform (ROP) is een straatkast die aangesloten is op een glasvezelnetwerk. Een ROP wordt aangesloten aan meerdere huizen, meestal in dezelfde straat, om de bewoners van telecommunicatie te voorzien.
Om dit te realiseren moet naast de bestaande kabelverdeler een nieuwe, qua vorm gelijkaardige verdeelkast opgesteld worden, een zogenaamde ROP. De twee kabelverdelers worden met elkaar verbonden. In tegenstelling tot de bestaande kabelverdeler bevat een ROP ook een actieve uitrusting (mini-DSLAM), die gebruikt kan worden om VDSL en VDSL2 (opvolgers van ADSL) aan te bieden.
Doordat ROP's vrij dicht bij elkaar staan, kan de afstand tussen de ROP en de huizen relatief klein gehouden worden. De verzwakking van het signaal treedt nu pas op vanaf de ROP in plaats van de telefooncentrale. Door de kortere afstanden kunnen hogere datasnelheden gehaald worden.
Vanuit een ROP is het maar een kleine stap om later fiber te leggen rechtstreeks naar de huizen.
Een ROP wordt onder andere gebruikt om VDSL en VDSL2 te verdelen.